# Spoorlijn Helmstedt - Oebisfelde
De spoorlijn Helmstedt - Oebisfelde is een Duitse spoorlijn in Nedersaksen en Saksen-Anhalt en is als spoorlijn 1945 onder beheer van DB Netze.

## Geschiedenis
Het traject werd door de Preußische Staatseisenbahnen geopend op 1 september 1895. Na de Tweede Wereldoorlog doorsneed de lijn driemaal de Duits-Duitse grens waardoor het verkeer ernstig gehinderd werd. Tot 16 september 1951 vond er wel verkeer van locomotieven plaats ten behoeve van de locwissels. Doordat de oost-westverbindingen via Helmstedt en Oebisfelde overwegend eenrichtingsverkeer waren voor goederentreinen reden de locomotieven van de DR en de DB via de lijn om vanuit het andere eindpunt weer terug te keren. Vanaf 16 juni 1952 mochten treinen van de DB niet langer van Grasleben naar Bahrdorf rijden waardoor het gedeelte tussen Bahrdorf en Wahrstedt gesloten werd en de sporen bij de grenzen werden opgebroken. Tussen Weferlingen en Döhren was er nog tot 1 oktober 1961 personenvervoer waarna ook dit gedeelte gesloten werd.

## Huidige toestand
Op 4 november 1995 werd het tracé tussen Grasleben en Weferlingen weer heropend voor goederenvervoer. Door de slechte toestand van het baanvak werd het gedeelte Helmstedt - Grasleben in 2002 gesloten en na sanering weer heropend in 2009.

## Treindiensten
De lijn is alleen in gebruik voor goederenvervoer tussen Helmstedt en Weferlingen.

## Aansluitingen
In de volgende plaatsen is of was er een aansluiting op de volgende spoorlijnen:
Helmstedt
DB 1900, spoorlijn tussen Braunschweig en Helmstedt
DB 1940, spoorlijn tussen Helmstedt en Holzminden
DB 6400, spoorlijn tussen Eilsleben en Helmstedt
Weferlingen
DB 6892, spoorlijn tussen Haldensleben en Weferlingen
Oebisfelde
DB 1951, spoorlijn tussen Velpke en Oebisfelde
DB 6107, spoorlijn tussen Berlijn en Lehrte
DB 6185, spoorlijn tussen Berlijn en Oebisfelde
DB 6399, spoorlijn tussen Oebisfelde en Fallersleben
DB 6409, spoorlijn tussen de aansluiting Glindenberg en Oebisfelde
DB 6900, spoorlijn tussen Oebisfelde en Salzwedel
DB 9175, spoorlijn tussen Wittingen en Oebisfelde

## Galerij

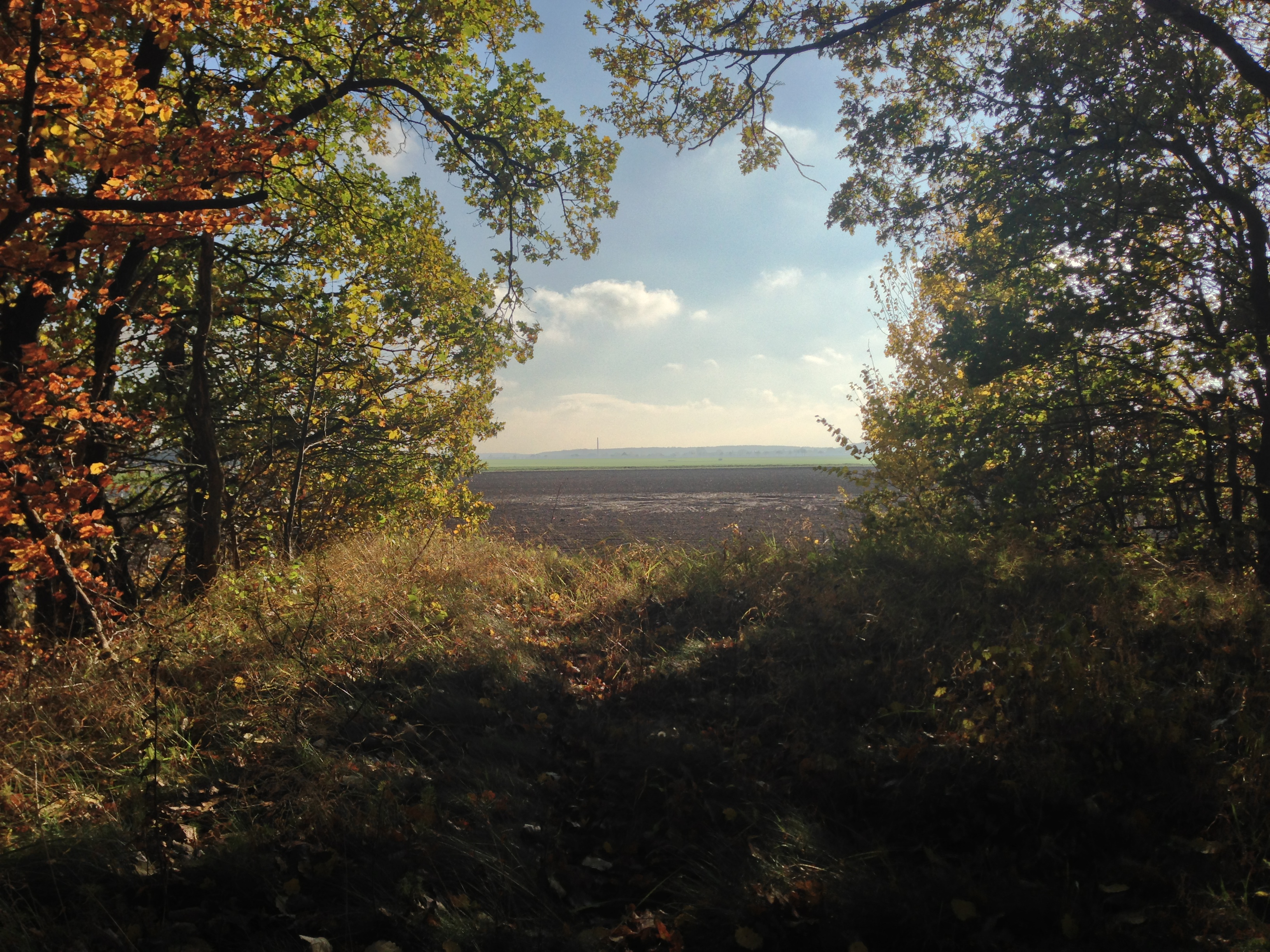
Einde van de baandam bij Mackendorf
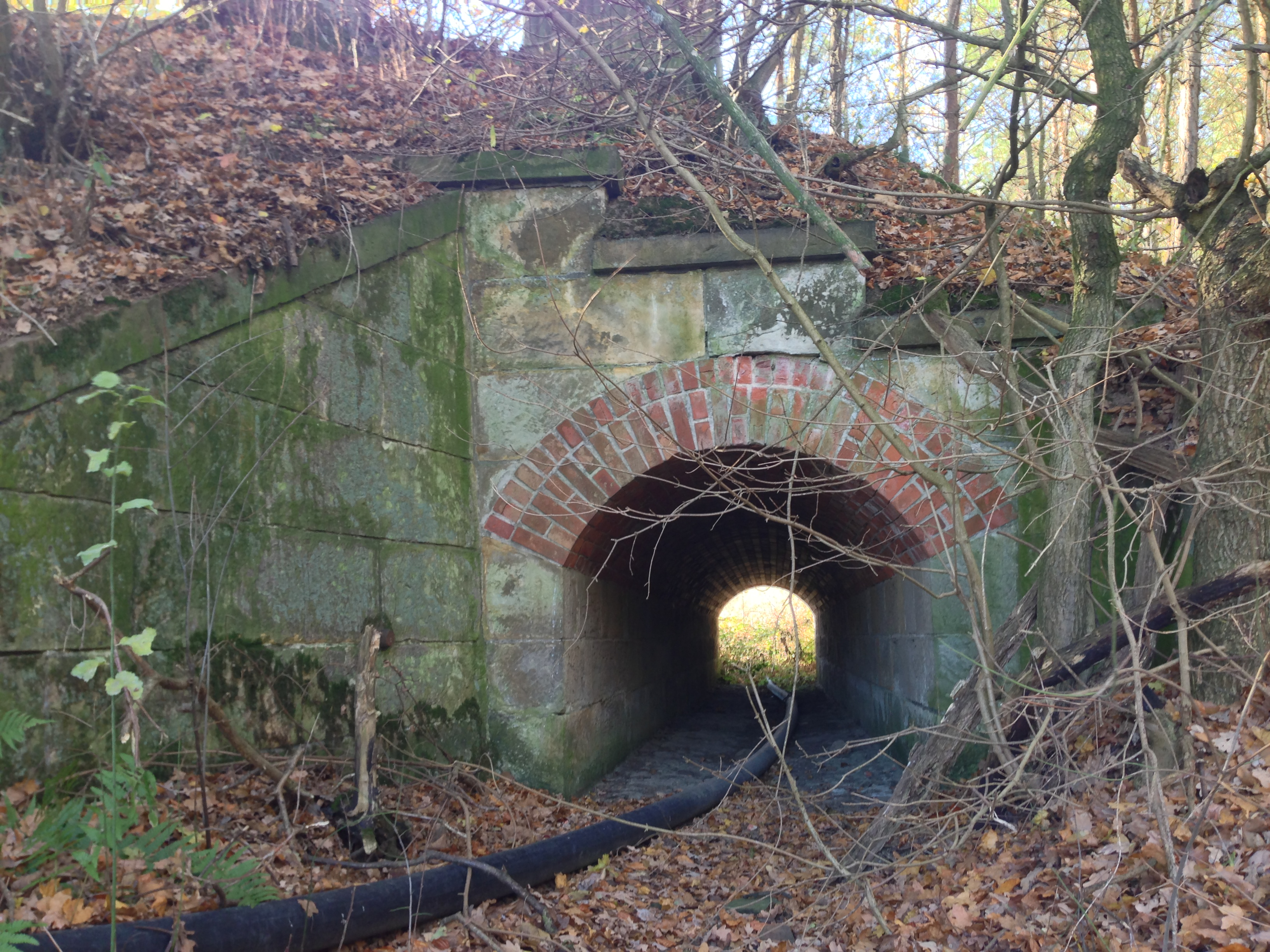
Bij Mackendorf
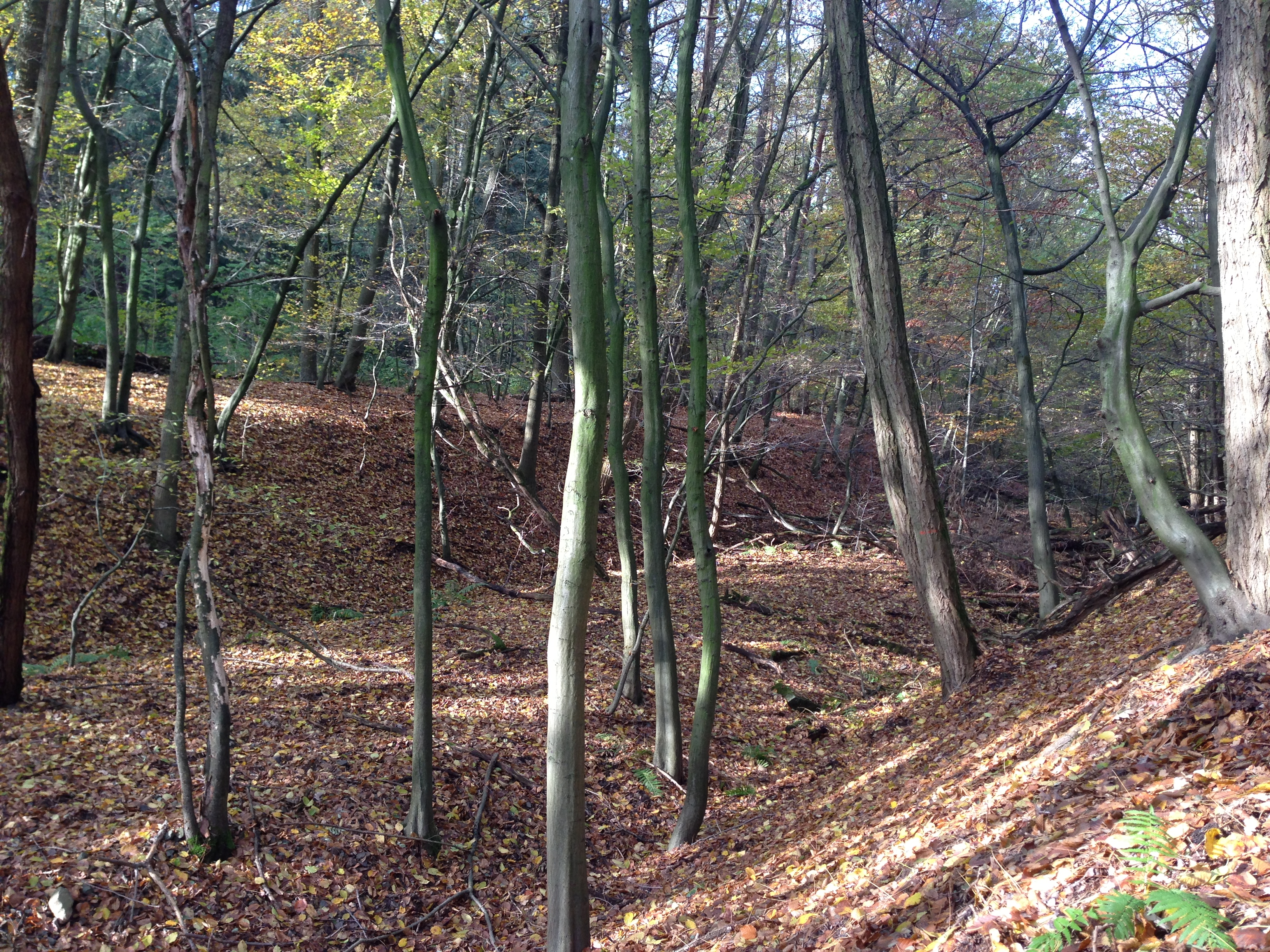
Tracé in het bos bij Bahrdorf
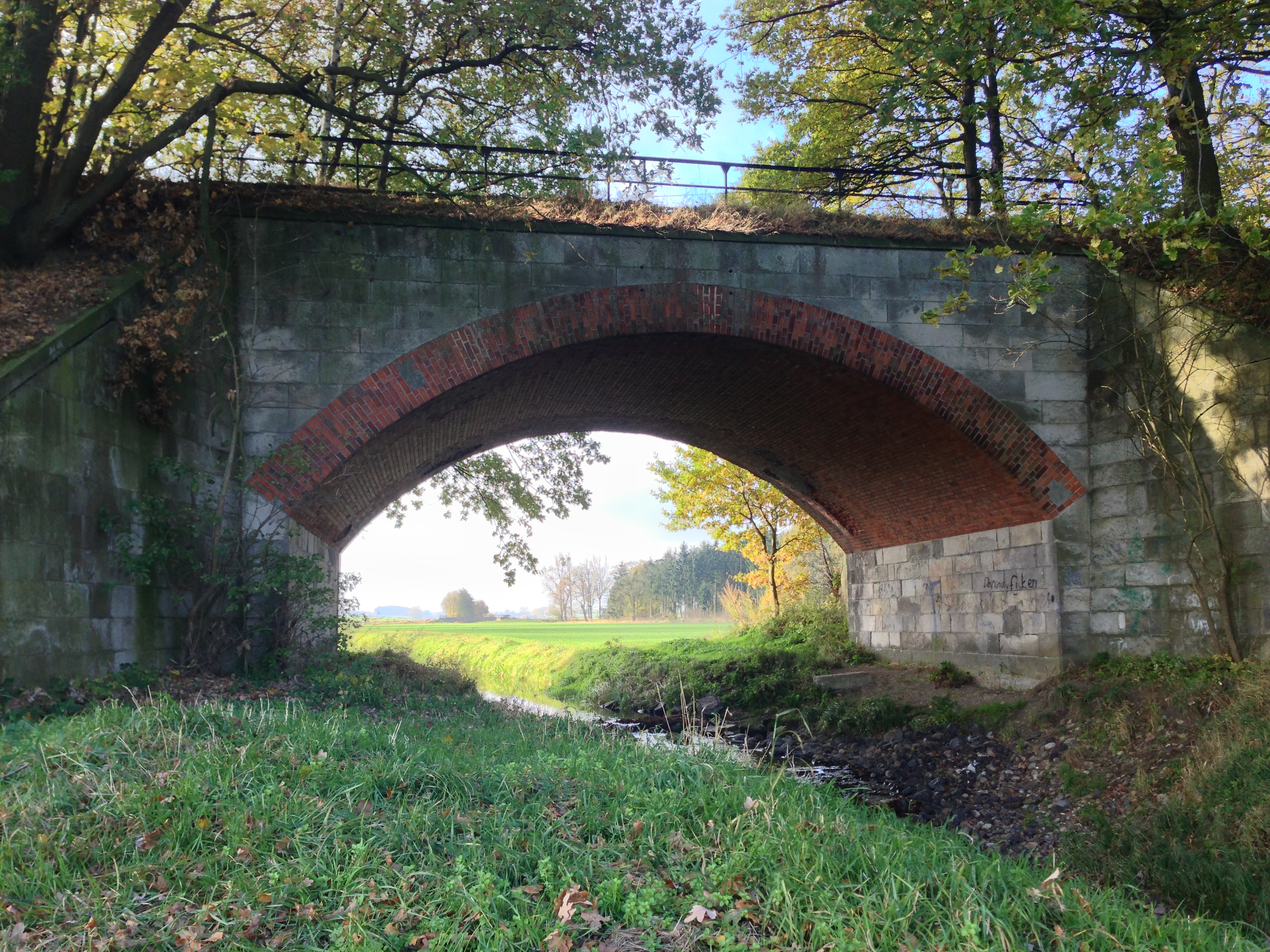
Brug over de Lapau bij Bahrdorf